# John Rambo (film)
John Rambo (Rambo) è un film del 2008 diretto e interpretato da Sylvester Stallone. Costituisce il quarto capitolo della saga iniziata nel 1982 con Rambo.
Il film è stato dedicato all'attore Richard Crenna, che nei primi tre film rivestiva il ruolo del colonnello Samuel Trautman ed in questo è presente solo con immagini d'archivio.

## Trama
John Rambo si è ritirato nella Thailandia settentrionale, dove lavora su un battello sul fiume Saluen, al confine con la Birmania. Nel paese asiatico vi è un atroce conflitto, uno dei più longevi della storia, tra il regime militare birmano e i Karen, un gruppo etnico locale. Rambo ha abbandonato da molto tempo le armi, limitandosi a osservare questa regione straziata dalla guerra. Tutto cambia quando un gruppo di missionari protestanti cerca la "guida americana del fiume". Due di loro, Sarah Miller e Michael Burnett, avvicinano Rambo e gli spiegano che i militari birmani hanno riempito di mine i sentieri rendendo troppo pericoloso viaggiare via terra. Così gli chiedono di guidarli nel fiume Saluen e di lasciarli alla loro meta, in modo da poter fornire scorte di medicinali, cibo e bibbie alla popolazione.
Dopo aver inizialmente rifiutato di spingersi fino in Birmania, Rambo accetta di accompagnarli in un luogo prestabilito dove si prendono cura di un villaggio birmano afflitto da povertà e mutilati di guerra ed è qui che avviene l'assalto delle truppe governative al villaggio con il massacro di donne e bambini e la presa in ostaggio di quattro missionari, compresa Sarah Miller, da parte dello spietato comandante Pa Tee Tint. Due settimane più tardi, il pastore Arthur Marsh rivela a Rambo che i missionari sono stati fatti prigionieri e portati in un campo militare birmano, comandato dallo stesso Tint, e che aveva assoldato un gruppo di mercenari, capitanati da un certo Lewis, con l'obiettivo di recuperarli e riportarli a casa. Anche se la riluttanza di Rambo per la violenza e il conflitto sono evidenti, accetta di portare i mercenari su per il fiume fino alla zona sconvolta dalla guerra.
Giunti sul luogo, decide unirsi alla spedizione e sotto la sua guida i missionari vengono fatti evadere dal campo di prigionia. I fuggitivi arrivano alla barca che dovrebbe portarli in salvo ma sono raggiunti dai soldati birmani. Ancora una volta Rambo sarà determinante: con una potente mitragliatrice, falcidia i nemici, che sono sconfitti anche grazie all'intervento dei ribelli locali. Al termine del combattimento Rambo affronta il comandante, uccidendolo con il machete da lui forgiato. Alla fine, tempo dopo, decide di tornare negli Stati Uniti, alla fattoria di suo padre a Bowie in Arizona.

## Produzione

### Budget
Il budget del film è stato di circa 50 milioni di dollari.

### Pre-produzione
Nel 1990 Stallone si disse scettico rispetto alla continuazione della saga di Rambo. Il motivo per il quale il quarto Rambo è uscito nelle sale nel 2008 sarebbe quindi, secondo alcune fonti, dovuto al calo di popolarità subito da Stallone negli anni precedenti.
Il progetto, pensato da Stallone a partire dal 2002, ha preso vita nel 2007: le riprese del film sono iniziate ufficialmente il 23 febbraio e sono terminate il 10 giugno. Esse sono state effettuate in Messico, Thailandia e Stati Uniti: l'attore stesso dichiarò di aver scelto la Birmania quale ambientazione del film in segno di denuncia verso le violenze e la situazione bellica in cui versava lo Stato asiatico.
In uno dei tanti flashback che Rambo ha durante la storia, appare anche il finale alternativo del primo film, in cui Rambo muore, facendosi sparare dal colonnello Trautman.

### Titolo
A ottobre 2007, dopo vari cambiamenti (Rambo IV - Pearl of the Cobra, John Rambo, Rambo: to Hell and Back), la produzione in accordo con Stallone ha deciso di intitolare il film semplicemente Rambo, ignorando che si tratta del titolo del primo film in almeno otto paesi del mondo, Italia compresa. In alcuni paesi il titolo è stato quindi cambiato in John Rambo.

## Colonna sonora
Brian Tyler ha composto la colonna sonora originale del film. Stallone voleva che Tyler includesse i temi originali di Jerry Goldsmith nella pellicola. Non ha fatto affidamento sul tema reale di Goldsmith, sebbene abbia basato il proprio tema e le proprie orchestrazioni sullo stile dell'originale. La colonna sonora comprende venti tracce.
1. Rambo Theme – 3:34
2. No Rules of Engagement – 7:09
3. Conscription – 2:55
4. The Rescue – 4:04
5. Aftermath – 2:33
6. Searching for Missionaries – 7:07
7. Hunting Mercenaries – 2:44
8. Crossing into Burma – 6:59
9. The Village – 1:44
10. Rambo Returns – 2:44
11. When You Are Pushed – 2:26
12. The Call to War – 2:52
13. Atrocities – 1:40
14. Prison Camp – 4:42
15. Attack on the Village – 3:01
16. Rambo Takes Charge – 2:23
17. The Compound – 7:48
18. Battle Adagio – 3:10
19. Rambo Main Title – 3:30
20. Rambo End Title – 2:59

## Distribuzione
Negli USA il film è uscito nelle sale il 25 gennaio 2008, in quelle Italiane il 22 febbraio 2008.

### Edizione italiana
Il doppiaggio italiano del film fu eseguito dalla Multimedia Network e diretto da Enzo Bruno, autore anche dei dialoghi. Rispetto alle edizioni italiane dei film precedenti, Massimo Corvo sostituisce lo scomparso Ferruccio Amendola come voce del protagonista. Le voci d'archivio di Stallone e Crenna presenti nella scena del sogno furono doppiate ex-novo con Massimo Rossi come nuovo doppiatore di Samuel Trautman e con alcuni errori di adattamento (ragion per cui le battute appaiono diverse rispetto ai film precedenti).

### Director's cut
Del film esiste una Director's cut pubblicata successivamente all'uscita nelle sale, che si distingue per un montaggio diverso, l'aggiunta di numerose scene ed inquadrature inedite e qualche modifica nei dialoghi. Questa versione, che Stallone stesso presentò in anteprima mondiale al Festival del Cinema di Venezia nel 2009, in Italia è stata distribuita in esclusiva da Mediaset che la propone sulle sue reti televisive, seppure con numerosi tagli per via delle molte scene particolarmente cruente. Non è invece disponibile in home video.

## Accoglienza

### Incassi
Il quarto capitolo della serie ha incassato nel primo fine settimana $ 18.150.000. In Italia incassa nel totale 3.709.247 euro, conquistando subito la vetta del botteghino. Negli USA ha incassato in totale 42.754.105 dollari. Il film incassa complessivamente circa 113.200.000 dollari.

#### Stati Uniti
- Primo fine settimana: $ 18.150.000
- Incasso totale*: $ 42.724.000

In seguito, nell'edizione DVD, ha totalizzato un incasso di $ 41,368,619, arrivando alla cifra di $ 154,611,774.

#### Italia
- Primo fine settimana: € 1.787.000[9]
- Incasso totale*: € 3.709.000

### Critica
Il film ha avuto critiche contrastanti, ma è stato ben ricevuto dal pubblico. Rotten Tomatoes ha assegnato un punteggio del 38%, contraltare al sondaggio di CinemaScore che gli ha assegnato un voto medio di A- da parte del pubblico.
Il New York Times ha definito la recitazione poco espressiva ma appropriata al ruolo disegnato da Stallone.
Il film è stato proibito dal governo birmano, e diffuso illegalmente da associazioni giovanili per la libertà.

## Riconoscimenti
- 2008 - Golden Trailer Awards[14]
  - Miglior poster originale
- 2008 - Golden Schmoes Awards
  - Secondo posto per la miglior sequenza d'azione dell'anno (Battaglia finale)

## Sequel
Nel maggio 2018 viene annunciato il quinto capitolo della saga, le cui riprese sono iniziate nel settembre 2018 e si sono svolte tra Londra, Bulgaria e isole Canarie.